# 郵便事業洛南ターミナル支店
郵便事業洛南ターミナル支店（ゆうびんじぎょう らくなんターミナルしてん、洛南TM支店）は、京都府京都市伏見区にある郵便事業株式会社の一支店。ゆうパックの地域区分拠点であった。同住所にある、日本通運洛南ターミナル支店の敷地・建物のほぼ半分を買い取る形で2010年（平成22年）7月1日に新設されたが、2011年8月28日に廃止された。
京都府南部のうち郵便番号の上三桁が602 - 618の地域と大阪府三島郡島本町のゆうパックの地域区分を担当していた。それまでは、京都支店がゆうパックの地域区分を行っていた。現在は京都支店が60・61のゆうパックの地域区分を行う。

## 交通アクセス
- 名神高速道路 京都南ICから南へ3km。
- 京滋バイパス（吹田方面） 久御山ICから北へ2km。
- 京滋バイパス（草津方面） 巨椋ICから4km。
- 第二京阪道路（門真方面） 巨椋池ICから2km。
- 国道1号（枚方バイパス）から少し西にある。